# Зеленюк, Игорь Михайлович
Игорь Михайлович Зеленюк (15 октября 1972) — украинский футболист, полузащитник.

## Игровая карьера
В чемпионате Украины начал выступать в 1993 году в команде первой лиги «Кристалл» (Чертков). В первом же своём матче (против черниговской «Десны») Зеленюк забил свой первый и последний гол в чемпионатах Украины.
В следующем году Игорь перешёл в тернопольскую «Ниву», где сыграл два матча в высшей лиге чемпионата Украины. Первый матч: 17 июля 1994 года «Нива» — «Темп» (0:0). Не сумев закрепиться в составе команды из «вышки», Зеленюк возвращается в первую лигу в «Буковину», а затем — обратно в «Кристалл» (Чертков).
В 1996 году Зеленюк во второй раз выступал в высшей лиге, которую в том же сезоне и покинул вместе с командой «Нива» (Винница). Третий приход в «вышку» для Игоря прошёл по сценарию второго, — его «Николаев» так же по итогам сезона потерял место в высшем дивизионе.
В 2001 году футболист играл в чемпионате Казахстана за «Тобол», с которым занял шестое место.